# 1er bataillon des Becs d'ombrelles
Pour les articles homonymes, voir 1er bataillon et BBO.
Le 1er bataillon des Becs d'ombrelles (1er BBO) est une unité militaire de l'Armée de terre française, recrutée dans le territoire autonome Nung pendant la guerre d'Indochine.

## Historique
Le bataillon des Becs d'ombrelles est formé en mars 1951 sous le commandement de l'officier Nung Vong-A-Sang, dont les soldats « becs d'ombrelles » défendent le territoire autonome Nung à la frontière chinoise. Il compte six compagnies d'infanterie et une compagnie de commandement. Il est renforcé par trente légionnaires détachés par le 5e REI pour l'administration.
Son poste de commandement est installé à Móng Cái et ses détachements tiennent toute la région autour.
Le 1er janvier 1952, le bataillon forme une 7e compagnie de supplétifs et les 303e, 590e, 591e et 594e compagnies légères de supplétifs vietnamiens (CLSVN) lui sont rattachées.
Le 30 juin 1952, le bataillon est dissous et devient le 57e bataillon vietnamien (57e BVN) de l'Armée nationale vietnamienne.

## Origine du nom
Le nom « becs d'ombrelles » fait référence aux parapluies en soie huilée portés par les Nung. Dans Le Figaro, François Gall raconte, après un voyage sur place en 1949, que ce surnom vient de la manière dont les Nung sont venus soutenir les soldats français réfugiés dans les montagnes après le coup de force japonais de 1945 : « portant en bandoulière, comme seule arme, un parapluie huilé, contre le soleil et la pluie ». L'année suivante, il précise cette anecdote : « Leur signe de ralliement était un parapluie noir à la poignée cocassement
sculptée en bec d’oiseau : le nom leur est resté ».